# Овермайер, Эрик
Эрик Эллис Овермайер (англ. Eric Ellis Overmyer; род. 25 сентября 1951) — американский сценарист и продюсер. Он написал сценарии и спродюсировал множество телевизионных шоу, включая «Сент-Элсвер», «Убойный отдел», «Закон и порядок», «Прослушка», «Новый Амстердам», «Босх» и «Тримей».

## Биография
Он окончил Рид-колледж в 1973 году. Он говорит, что его время, проведённое в колледже, помогло ему найти и утвердить свою личность как писатель.
Овермайер писал сценарии к криминальному сериалу NBC «Убойный отдел» с 1996 по 1999 гг. Он присоединился к команде сериала в качестве сценариста в четвёртом сезоне. Он стал консультирующим продюсером в шестом сезоне осенью 1997 года. Он стал супервайзовым продюсером для седьмого финального сезона осенью 1998 года. Сериал был основан на книге Homicide: A Year on the Killing Streets Дэвида Саймона. Саймон также работал сценаристом и продюсером в более поздних сезонах шоу, и двое стали друзьями.

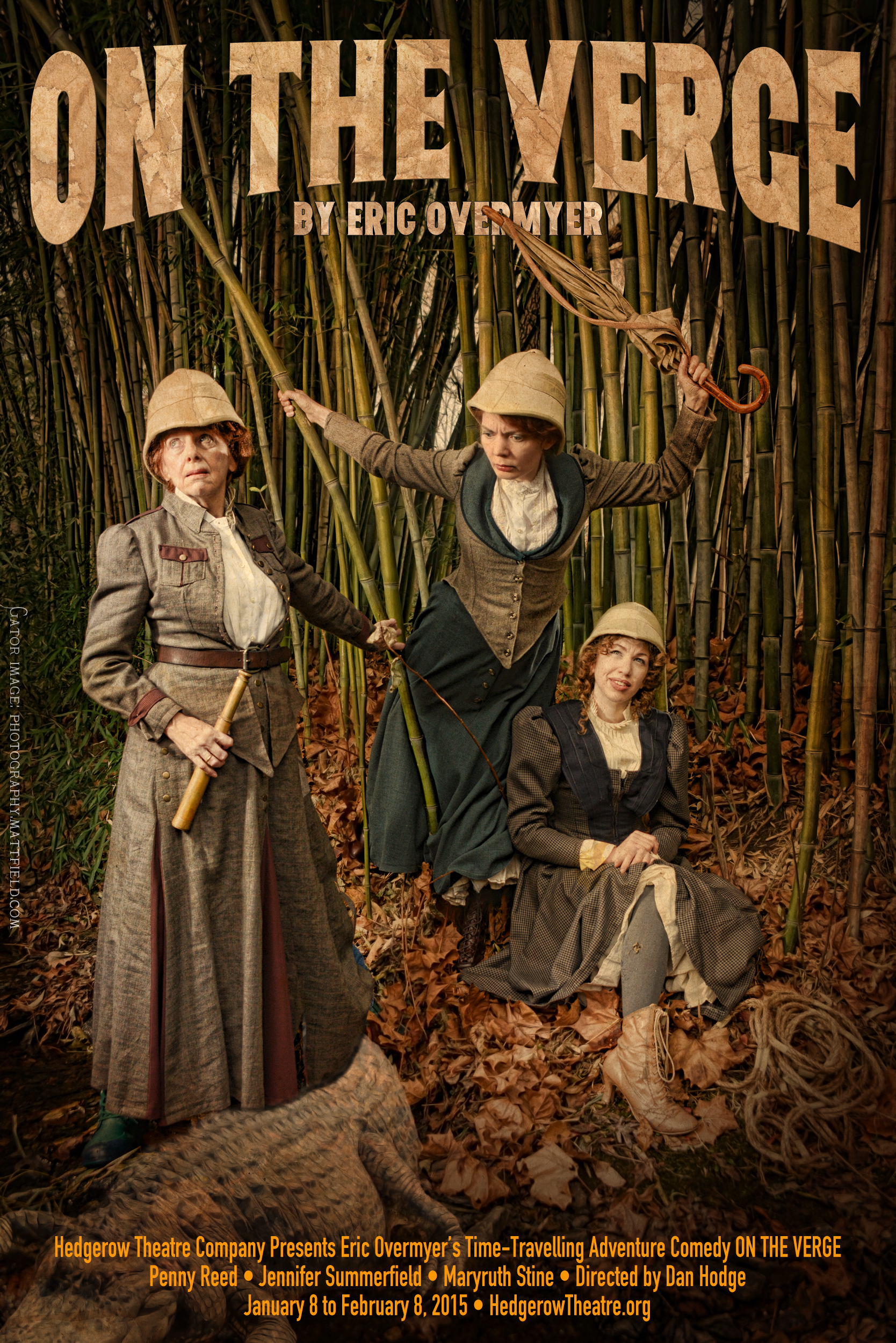
Плакат постановки Hedgerow Theatre Company «На грани» Эрика Овермайера

Овермайер присоединился к команде сериала «Закон и порядок» в качестве консультирующего продюсера и сценаристом для двенадцатого сезона в 2001 году. Он стал соисполнительным продюсером для более поздней части сезона. Он оставался в этой должности до тех пор, пока его не повысили до исполнительного продюсера для пятнадцатого сезона осенью 2004 года. Он покинул шоу после завершения пятнадцатого сезона.
Овермайер присоединился к команде «Прослушки» в качестве консультирующего продюсера и сценариста для четвёртого сезона в 2006 году. Овермайер написал телесценарии к эпизодам «Предел погрешности» и «Опасения», основанные на сюжетах, которые он сочинил вместе с продюсером Эдом Бёрнсом. Овермайера наняли, чтобы заменить Джорджа Пелеканоса в качестве сценариста и продюсера. Саймон сказал, что он был впечатлён сценарной работой Овермайера, особенно в обобщении истории для «Предела погрешности», так как эпизод является вершиной политической сюжетной линии шоу, но также должен развивать другие сюжетные линии. Как член сценарного состава четвёртого сезона, Овермайера указали как контролирующего внутреннюю сюжетную линию Джимми Макналти и «грамотно формулирующего» некоторые из его ключевых сцен. Овермайер покинул команду в конце четвёртого сезона. Овермайер и состав сценаристов выиграли премию Гильдии сценаристов США как лучший драматический сериал на церемонии в феврале 2008 года, и премию Эдгара Аллана По за лучший телесериал/телесценарий мини-сериала в 2007 году за их работу над четвёртым сезоном.
Овермайер снова сотрудничал с Саймоном над драматическим сериалом HBO «Тримей». Они создали сериал, который рассказывает о событиях в Новом Орлеане после урагана Катрина. Овермайер частично проживает в Новом Орлеане и использовал свой опыт в направлении «богатой разговорной традиции» в историях города. Шоу сосредоточено на квартале рабочего класса и меньше по масштабу, чем «Прослушка».  Производство первого сезона началось в ноябре 2009 года и Овермайер работал над шоу до тех пор, пока оно не завершилось с четвёртым сезоном в 2013 году.
В паузе между третьим и четвёртым сезонами «Тримея» Овермайер присоединился к команде драматического сериала HBO «Подпольная империя». Он работал соисполнительным продюсером четвёртого сезона до тех пор, пока производство не возобновило работу над «Тримеем». Во время работы над «Подпольной империей» Овермайер воссоединился со своим коллегой по «Прослушке» Деннисом Лихейном. Он также работал со сценаристами Стивом Тёрнером и Дженнифер Эймс.
Овермайер разработал оригинальный сериал Amazon «Босх», основанный на романах Майкла Коннелли. Проект воссоединил его с актёрами Джейми Гектором и Лэнсом Реддиком. Пилот был создан в 2013 году. Для своего сценарного состава Овермайер собрал нескольких сценаристов, с которыми он ранее работал — Пелеканоса из «Прослушки» и «Тримея», Тёрнера и Эймс из «Подпольной империи» и Уильяма Н. Фордса и Тома Сматса из «Закона и порядка». Первый сезон был снят в 2014 году и был выпущен 13 февраля 2015 года.

## Награды
| Год  | Награда                        | Категория                                                        | Результат | Работа                                    | Примечания |
| ---- | ------------------------------ | ---------------------------------------------------------------- | --------- | ----------------------------------------- | --- |
| 2014 | Премия «Эмми»                  | Лучший сценарий мини-сериала, фильма или драматической программы | Номинация | Тримей, эпизод «...для Мисс Новый Орлеан» | Вместе с Дэвидом Саймоном |
| 2008 | Премия Гильдии сценаристов США | Лучший драматический сериал                                      | Победа    | Прослушка, 4 сезон                        | Вместе с Эдом Бёрнсом, Крисом Коллинзом, Кией Кортрон, Деннисом Лихейном, Дэвидом Миллзом, Джорджем Пелеканосом, Ричардом Прайсом, Дэвидом Саймоном и Уильямом Ф. Зорзи |
| 2007 | Премия Эдгара Аллана По        | Лучший телесериал/Телесценарий мини-сериала                      | Победа    | Прослушка, 4 сезон                        | Вместе с Эдом Бёрнсом, Кией Кортрон, Деннисом Лихейном, Дэвидом Миллзом, Джорджом Пелеканосом, Ричардом Прайсом, Дэвидом Саймоном и Уильямом Ф. Зорзи                   |